# Frassilongo
Frassilongo est une commune italienne d'environ 300 habitants située dans la province autonome de Trente dans la région du Trentin-Haut-Adige dans le nord-est de l'Italie.

## Administration
| Période                                  | Période | Identité | Étiquette | Qualité |
| ---------------------------------------- | ------- | -------- | --------- | ------- |
|                                          |         |          |           |         |
| Les données manquantes sont à compléter. |         |          |           |         |

### Communes limitrophes
Les communes limitrophes sont  Fierozzo, Levico Terme, Novaledo, Pergine Valsugana, Roncegno, Sant'Orsola Terme et Vignola-Falesina.
]